# Test drog
Test drog je tehnična analiza biološkega primerka, na primer urin, lasje, kri, dihanje, znoj, ali oralne tekočine / slina, za ugotavljanje prisotnosti ali odsotnosti določenih matičnih drog. Glavne aplikacije testiranja drog, vključujejo odkrivanje prisotnosti izboljšanje delovanja steroidov v športu, delodajalci sledijo za zdravila, ki so prepovedana z zakonom (kot konoplja, kokain in heroin) in testiranje policistov za prisotnost in koncentracijo alkohola (etanola) v krvi. Testi se običajno dajejo prek alkotesta, urin pa se uporablja za veliko večino testiranju na droge v športu.